# LOLCODE

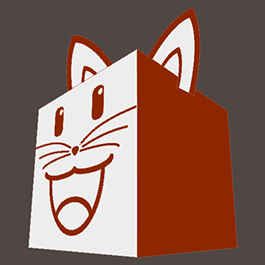
Logo interpretera lci LOLCODE dla języka programowania LOLCODE

LOLCODE – ezoteryczny język programowania zainspirowany językiem pidgin English, używanym w fenomenie internetowym LOLCAT. Język został stworzony w 2007 r. przez Adama Lindsaya, pracownika Wydziału Informatyki Lancaster University.
Język nie ma jeszcze dokładnie zdefiniowanej składni i semantyki. Mimo to istnieje już kilka działających interpreterów i kompilatorów.

## Struktura języka i przykłady
LOLCODE jest napisany w mocno skróconym angielskim internetowym slangu i osoby, które go rozumieją, potrafią często zrozumieć zasadę działania programów bez doświadczenia programistycznego. Poniżej przykład programu Hello world oraz programu wypisującego zawartość pliku.

### Składnia "Hello World" w języku LOLCODE
```
HAI
CAN HAS STDIO?
VISIBLE "HAI WORLD!"
KTHXBYE

```

| Kod             | Komentarz |
| --------------- | --- |
| HAI             | We wszystkich programach napisanych w LOLCODE, HAI (slangowy odpowiednik angielskiego „hi”) rozpoczyna program. |
| CAN HAS [PLIK]? | Odpowiada za załadowanie bibliotek z dodatkowymi funkcjami. W języku C odpowiednikiem jest #include <PLIK>.     |
| VISIBLE [TEKST] | Wypisuje tekst.                                                                                                 |
| KTHXBYE         | Kończy każdy program.                                                                                           |

### Zmienne i pętle
```
 HAI
 CAN HAS STDIO?
 PLZ OPEN FILE "LOLCATS.TXT"?
     AWSUM THX
         VISIBLE FILE
     O NOES
         INVISIBLE "ERROR!"
 KTHXBYE

```

W tym przykładzie zastosowana została komenda otworzenia pliku (PLZ OPEN FILE „NAZWA”? – „Proszę otwórz plik „NAZWA”?) oraz zwracanie wyjątków (AWSUM THX – „Świetne, dzięki!” i O NOES – „O nie!”).
Inne komendy to:
| Komenda               | Działanie                                                         |
| --------------------- | ----------------------------------------------------------------- |
| I HAS A zmienna       | Deklarowanie zmiennej.                                            |
| LOL zmienna R wartość | Przypisanie wartości do zmiennej.                                 |
| BTW komentarz         | Traktowanie wszystkich znaków, aż do końca linii, jako komentarz. |
| INVISIBLE             | Zwracanie błędu na standardowy strumień błędów.                   |
| IM IN YR nazwa        | Zwracanie błędu na standardowy strumień błędów.                   |
| KTHX                  | Zakończenie pętli.                                                |
| GTFO                  | Przerwanie pętli.                                                 |
| ENUF                  | Przerwanie pętli.                                                 |
| IZ                    | Instrukcja warunkowa.                                             |

### Przykłady

#### Program wypisujący liczby od 1 do 10
| Linia lolkodu | LOLCODE                     | Wyjaśnienie linii kodu                                     | Porównanie do C++                                     |
| ------------- | --------------------------- | ---------------------------------------------------------- | ----------------------------------------------------- |
| 1             | HAI                         | Rozpoczęcie programu i zadeklarowanie biblioteki.          | #include <iostream> using namespace std; int main() { |
| 2             | CAN HAS STDIO?              | Rozpoczęcie programu i zadeklarowanie biblioteki.          | #include <iostream> using namespace std; int main() { |
| 3             | I HAS A VAR                 | Deklaracja zmiennej VAR.                                   | for ( int wartosc = 1; wartosc<=10; wartosc++         |
| 4             | IM IN YR LOOP               | Zwracanie błędu na standardowy strumień błędów pętli.      | for ( int wartosc = 1; wartosc<=10; wartosc++         |
| 5             | UP VAR!!1                   | Proces dodawania o wartości o 1, tzw. inktementacja        | for ( int wartosc = 1; wartosc<=10; wartosc++         |
| 6             | IZ VAR BIGGER THAN 10? HTHX | Jeżeli VAR jest większy niż 10, to przestań inkrementować. | for ( int wartosc = 1; wartosc<=10; wartosc++         |
| 7             | VISIBLE VAR                 | Wypisz VAR.                                                | ) cout << wartosc << " ";                             |
| 8             | IM OUTTA YR LOOP            | Koniec pętli.                                              | ) cout << wartosc << " ";                             |
| 9             | KTHXBYE                     | Zakończenie programu.                                      | return 0; }                                           |

Powyższy program wypisuje liczby od 1 do 10 (został napisany według specyfikacji w wersji 1.0). 
Ten sam program można zapisać (według specyfikacji 1.2) w następujący sposób:
```
 HAI
 CAN HAS STDIO?
 IM IN YR LOOP UPPIN YR VAR TIL BOTHSAEM VAR AN 10
     VISIBLE SUM OF VAR AN 1
 IM OUTTA YR LOOP
 KTHXBYE

```

#### Program sprawdzający czy liczba jest większa od 10
| Linia lolkodu | LOLCODE                     | Wyjaśnienie linii kodu                               | Porównanie do C++                                                                             | Porównanie do C++                                                                             |
| ------------- | --------------------------- | ---------------------------------------------------- | --------------------------------------------------------------------------------------------- | --------------------------------------------------------------------------------------------- |
| 1             | HAICAN HAS STDIO?           | Rozpoczęcie programu i zadeklarowanie biblioteki.    | #include <iostream> using namespace std; int main() {                                         | #include <iostream> using namespace std; int main() {                                         |
| 2             | HAICAN HAS STDIO?           | Rozpoczęcie programu i zadeklarowanie biblioteki.    | #include <iostream> using namespace std; int main() {                                         | #include <iostream> using namespace std; int main() {                                         |
| 3             | I HAS A VAR                 | Deklaracja i pobieranie zmiennej VAR.                | int wartosc; cout << "Podaj liczbę: " <<endl;                                                 | int wartosc; cout << "Podaj liczbę: " <<endl;                                                 |
| 4             | GIMMEH VAR                  | Deklaracja i pobieranie zmiennej VAR.                | int wartosc; cout << "Podaj liczbę: " <<endl;                                                 | int wartosc; cout << "Podaj liczbę: " <<endl;                                                 |
| 5             | IZ VAR BIGGER THAN 10?      | Warunek: Czy VAR jest większe niż 10?                | if (wartosc>10){ //Wartość prawdziwa = 1 cout<<"Liczba"<< wartosc << "jest większa niż 10"; } | if (wartosc>10){ //Wartość prawdziwa = 1 cout<<"Liczba"<< wartosc << "jest większa niż 10"; } |
| 6             | YARLY                       | Jeżeli tak:                                          | if (wartosc>10){ //Wartość prawdziwa = 1 cout<<"Liczba"<< wartosc << "jest większa niż 10"; } | if (wartosc>10){ //Wartość prawdziwa = 1 cout<<"Liczba"<< wartosc << "jest większa niż 10"; } |
| 7             | BTW to jezt prafdziwe       | Nie widoczny komentarz                               | if (wartosc>10){ //Wartość prawdziwa = 1 cout<<"Liczba"<< wartosc << "jest większa niż 10"; } | if (wartosc>10){ //Wartość prawdziwa = 1 cout<<"Liczba"<< wartosc << "jest większa niż 10"; } |
| 8             | VISIBLE "DUZA LICBA!"       | Wypisywanie informacji, że VAR jest większa niż 10.  | if (wartosc>10){ //Wartość prawdziwa = 1 cout<<"Liczba"<< wartosc << "jest większa niż 10"; } | if (wartosc>10){ //Wartość prawdziwa = 1 cout<<"Liczba"<< wartosc << "jest większa niż 10"; } |
| 9             | NOWAI                       | Jeżeli nie:                                          | else if (wartosc>10)                                                                          | else                                                                                          |
| 10            | BTW ta wardotz jest falzywa | Nie widoczny komentarz                               | {//Wartość fałszywa = 0 cout<<"Liczba"<< wartosc << "jest większa niż 10"; }                  | {//Wartość fałszywa = 0 cout<<"Liczba"<< wartosc << "jest większa niż 10"; }                  |
| 11            | VISIBLE "MALA LICBA!"       | Wypisywanie informacji, że VAR jest mniejsza niż 10. | {//Wartość fałszywa = 0 cout<<"Liczba"<< wartosc << "jest większa niż 10"; }                  | {//Wartość fałszywa = 0 cout<<"Liczba"<< wartosc << "jest większa niż 10"; }                  |
| 12            | KTHX                        | Zakończenie instrukcji if/else.                      | {//Wartość fałszywa = 0 cout<<"Liczba"<< wartosc << "jest większa niż 10"; }                  | {//Wartość fałszywa = 0 cout<<"Liczba"<< wartosc << "jest większa niż 10"; }                  |
| 13            | KTHXBYE                     | Zakończenie programu.                                | return 0; }                                                                                   | return 0; }                                                                                   |

## Wsparcie
Obsługa LOLCODE została dodana do wirtualnej maszyny Parrot.
Istnieje oparty na platformie .NET kompilator LOLCODE, napisany przez Nicka Johnsona. Został wyróżniony podczas organizowanych przez Microsoft seminariów TechED 2007 Conference w Australii.